# Stary Jiczyn
Stary Jiczyn (czes. Starý Jičín, niem. Alttitschein) – gmina w Czechach, w kraju morawsko-śląskim, w powiecie Nowy Jiczyn, około 5 km na południowy zachód od Nowego Jiczyna. Według danych z dnia 1 stycznia 2012 liczyła 2659 mieszkańców.

## Historia
Już w I tysiącleciu p.n.e. na terenie dzisiejszego Starego Jiczyna istniał gród kultury łużyckiej, później przejęty przez Celtów. Początki średniowiecznej osady związane są z postacią rycerza Arnolda z Hückeswagen, który uzyskał okoliczną ziemię w lenno od króla czeskiego Przemysła Ottokara I, za służbę dyplomatyczną w Anglii. W czeskich dokumentach występował jako świadek w latach 1234-1237. Arnold w swym majątku na wzgórzu zwanym dziś Starojiczyńskim Kopcem założył potężny zamek Gyczyn. Miał on strzec szlaku handlowego łączącego Adriatyk i Bałtyk (szlak bursztynowy) jak również chronić granicę Królestwa Czech od strony Polski i Węgier. Po Arnoldzie podległe mu dobra objął jego syn, Franko, który pomiędzy 1252 a 1258 sprzedał je biskupowi ołomunieckiemu Brunowi ze Schauenburku. Franko uzyskał od niego z powrotem w lenno część dawnych dóbr, a swą siedzibę przeniósł do Hukwald. Tymczasem nazwa zamku Gyczyn i powstałego pod nim podgrodzia przekształciła się w Jiczyn, a od 1397 w Stary Jiczyn, dla odróżnienia od Nowego Jiczyna. Feudalne państwo podległe zamkowi było wówczas własnością rodu Krawarskich z Krawarz, a od 1500 roku Żerotinów. W 1497 osada uzyskała prawa miejskie. Podczas wojny trzydziestoletniej, w 1626 zamek został zdobyty przez Duńczyków. W XVIII wieku zamek opustoszał, natomiast miasto utraciło prawa miejskie.
Według austriackiego spisu ludności z 1900 roku Stary Jiczyn miał 657 mieszkańców, z czego zdecydowana większość była czeskojęzycznymi katolikami.

## Atrakcje turystyczne
- Zamek Starý Jičín, ruiny
- Kościół św. Wacława
- Pręgierz
- Rzeźba Jana Nepomucena na rynku
- Rzeźby św. Floriana i św. Wendelina
- Fontanna na rynku (rynek i fontanna zostały odnowione w latach 1998–2001)
- Elektrownia słoneczna w Starojickiej Lhocie o mocy 1,1 MW.[4]

## Części gminy
- Starý Jičín
- Dub
- Heřmanice
- Janovice
- Jičina
- Palačov
- Petřkovice
- Starojická Lhota
- Vlčnov

## Komunikacja
Stary Jiczyn nie ma połączenia kolejowego, posiada natomiast połączenia autobusowe z Nowym Jiczynem, Valašskim Meziříčím, istnieje również linia łącząca Nowy Jiczyn z Ołomuńcem.

## Galeria

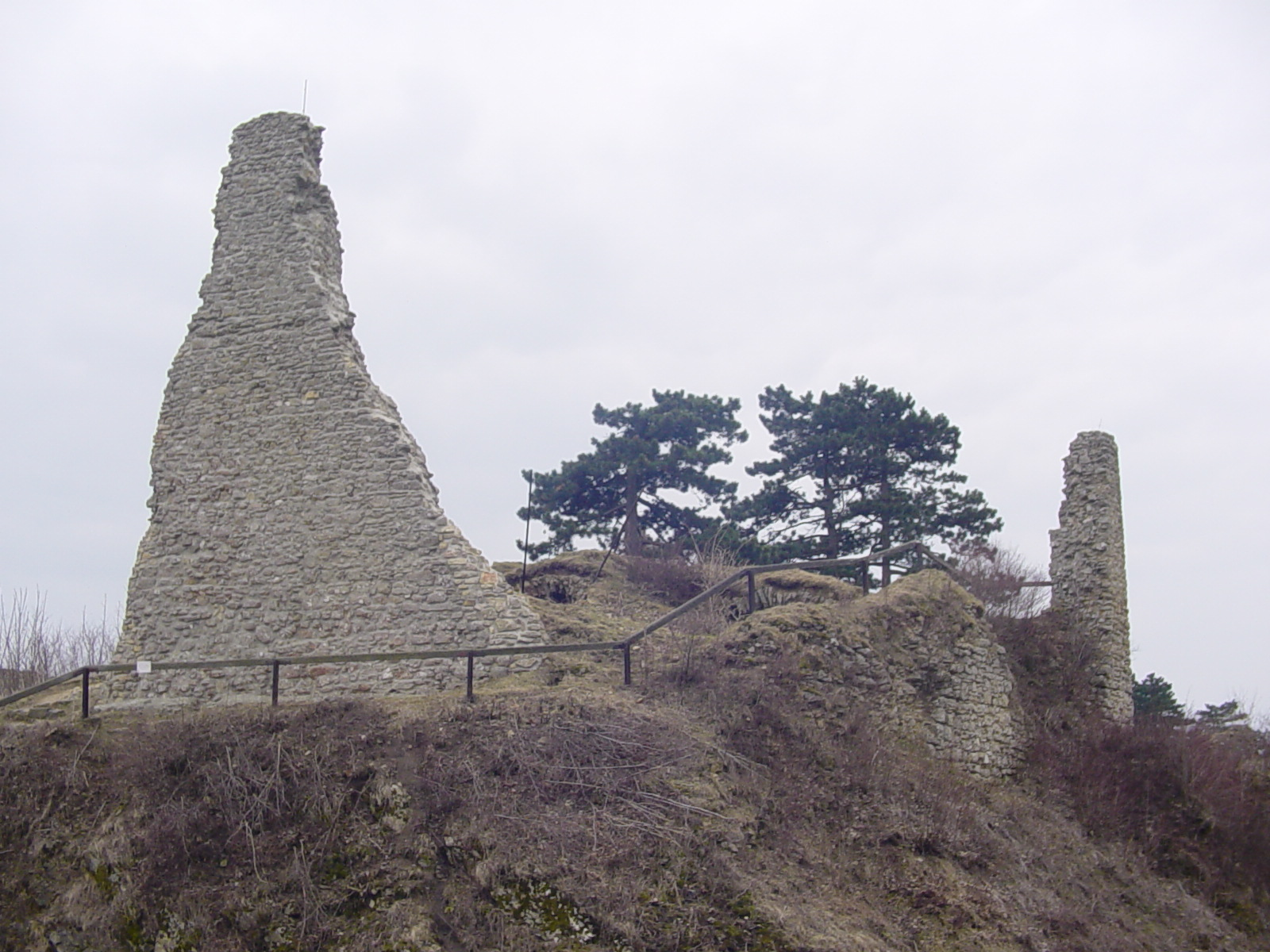
Zamek Starý Jičín 1
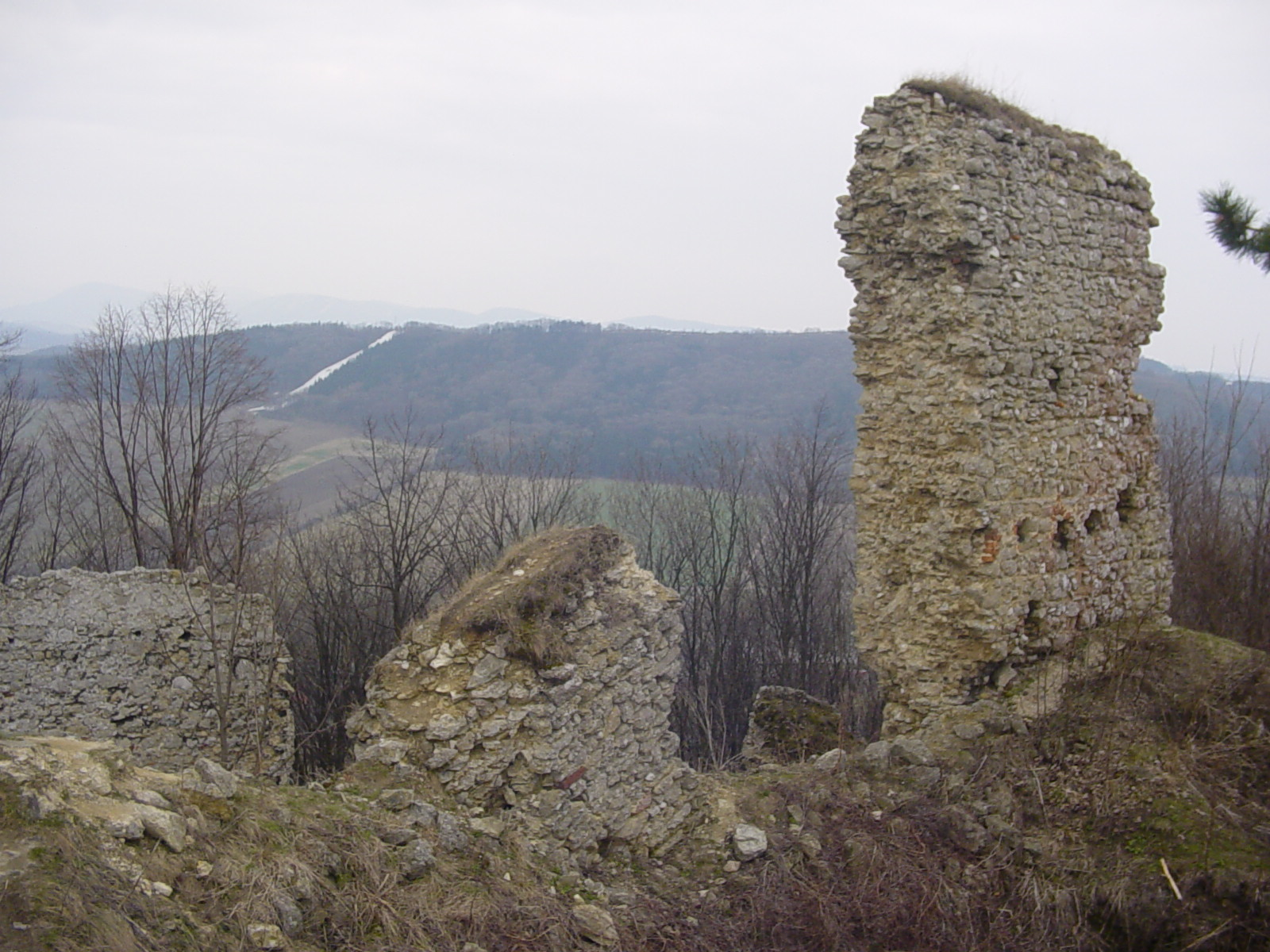
Zamek Starý Jičín 2
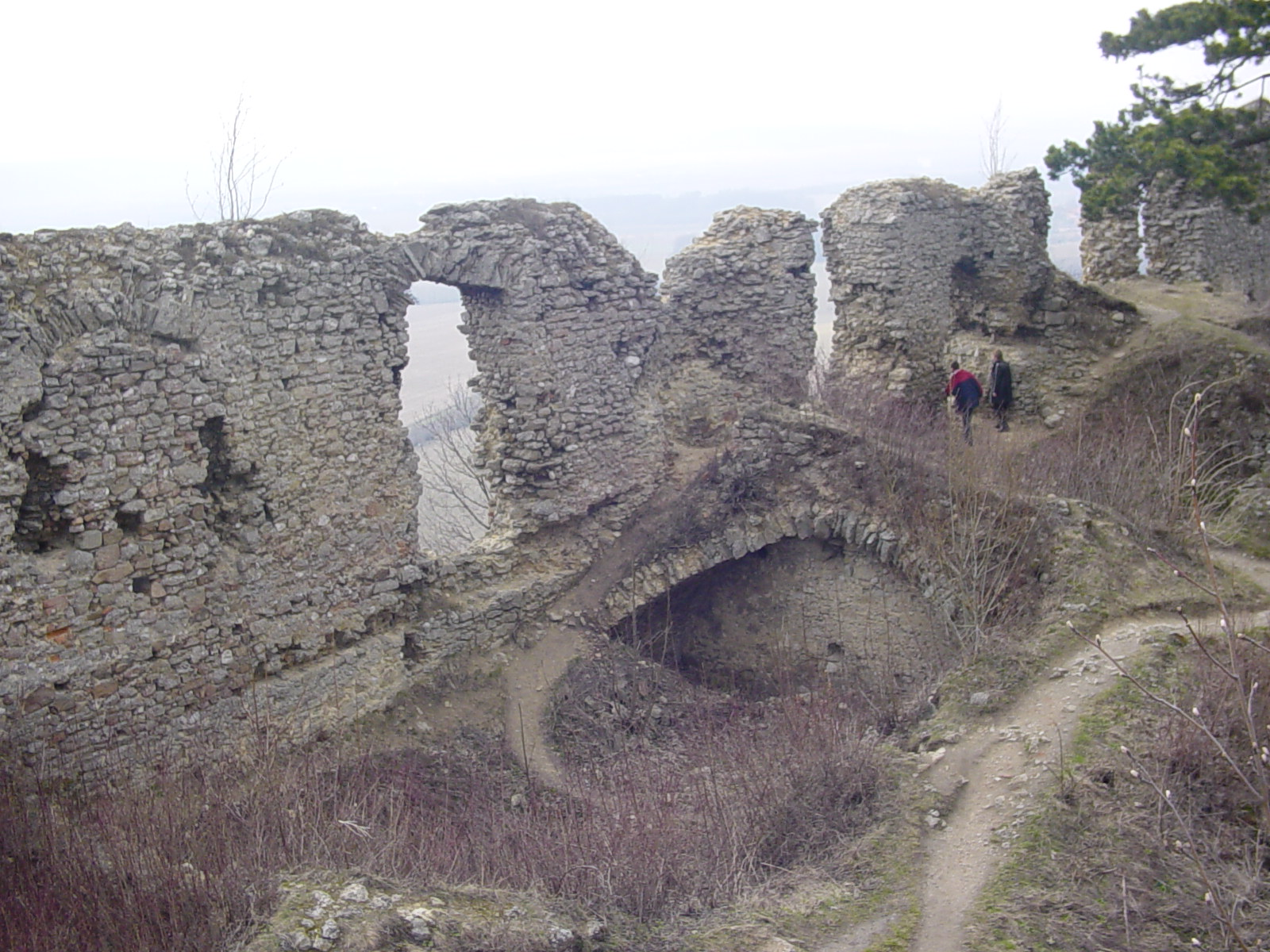
Zamek Starý Jičín 3
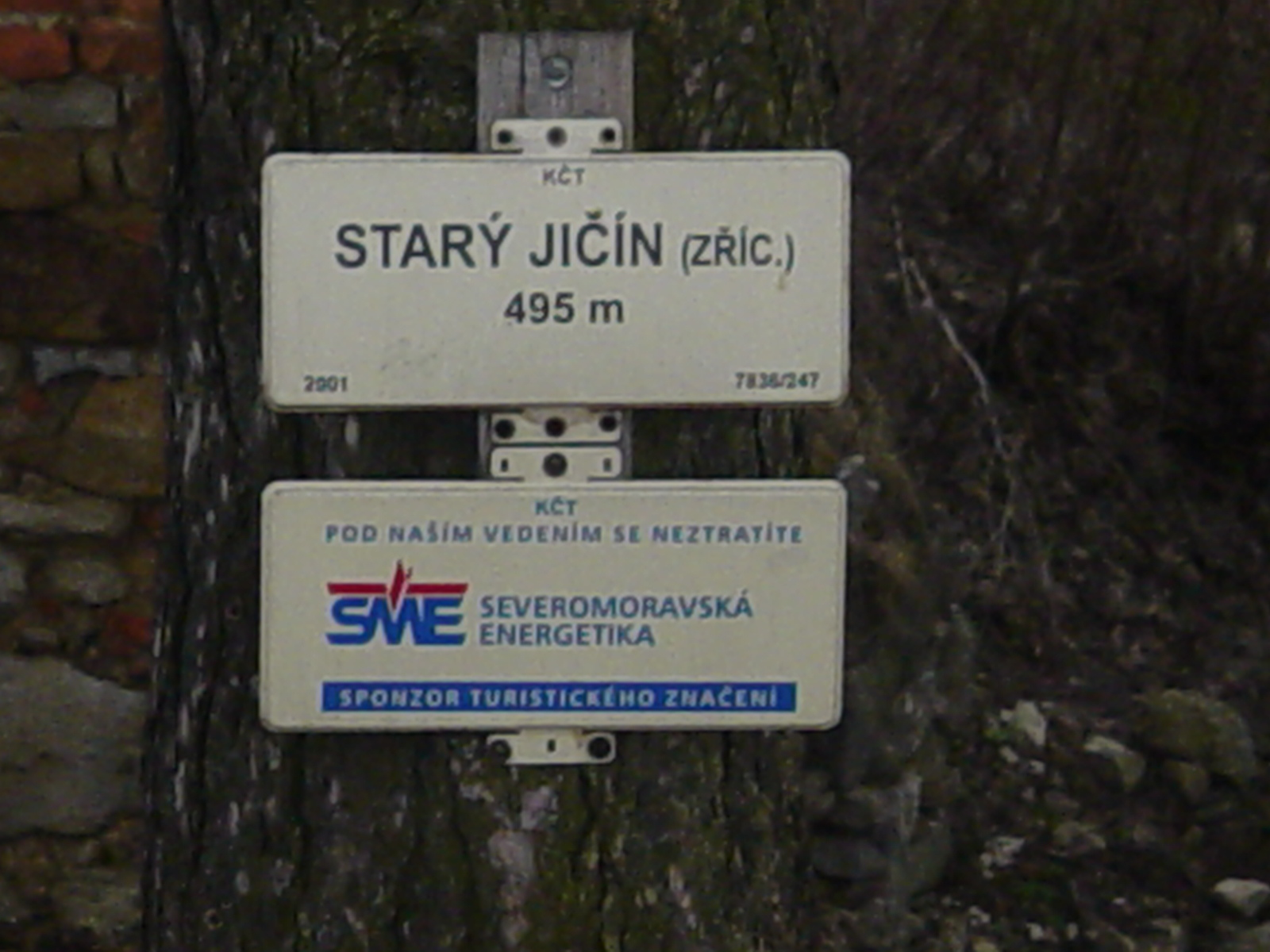
Kierunkowskaz na szlaku turystycznym